# إلينا جرانجة
إلينا جرانجة (ولدت في 16 سبتمبر 1976) هي لاتفيا ميزو-سوبرانو. بدأت دراسة الغناء في مسقط رأسها ريغا عام 1996 وواصلت دراستها في فيينا والولايات المتحدة. بحلول عام 1999، فازت بالمركز الأول في مسابقة مهمة في فنلندا وبدأت حياتها المهنية في أوروبا. تبعت المشاركات في جميع أنحاء العالم ظهورها في مهرجان سالزبورغ عام 2003.

## الحياة والتعليم
ولدت إلينا جرانجة في مدينة ريغا اللاتفية في عائلة موسيقية: كان والدها مدير كورال، وكانت والدتها أنيتا مغنية موسيقى ألمانيا، أستاذة في أكاديمية لاتفيا للموسيقى، أستاذة مشاركة في أكاديمية لاتفيا للثقافة، ومدرّسة موسيقى صوتية في أوبرا لاتفيا الوطنية، وأيضًا مدرسة صوت خاصة.

## المهنة في الأوبرا
دخلت أكاديمية لاتفيا للموسيقى في عام 1996 لدراسة الغناء مع سيرجي مارتينوف. تابعت دراستها في فيينا مع إيرينا جافريلوفيتشي وفي الولايات المتحدة مع فيرجينيا زاني. بدأت جرانجة حياتها المهنية في مسرح مينينجين كورت، مينينجين، ألمانيا في عام 1998، ثم عملت لاحقًا في أوبرا فرانكفورت. في عام 1999، فازت في مسابقة ميريام هيلين للغناء في هلسنكي، فنلندا.